# Hans Deppe
Hans Deppe, född 12 november 1897 i Berlin, Kejsardömet Tyskland, död 23 september 1969 i Västberlin, var en tysk skådespelare och regissör. Deppe var tillsammans med Werner Finck och Robert A. Stemmle medgrundare till kabaréföreställningen Die Katakombe på 1920-talet. Under åren 1934-1961 stod han för regin till närmare 70 filmer. På 1960-talet regisserade han även TV-produktioner.